# Amedeo Amadeo
Amedeo Amadeo (Bergamo, 8 settembre 1946) è un politico e medico italiano, ex esponente di Alleanza Nazionale e già parlamentare europeo.

## Biografia
Dopo la Laurea in Medicina e Chirurgia presso l'Università degli Studi di Milano nel 1973, ha lavorato prima come tirocinante, poi come assistente medico inizialmente presso l'ospedale di Trescore Balneario, poi presso quello di Alzano Lombardo, nella provincia bergamasca. Nel 1990 è diventato "Responsabile dei Servizi di Pronto Soccorso" negli ospedali di Alzano Lombardo e di Gazzaniga.
Nel 1994 è entrato in politica ed è stato eletto deputato al Parlamento europeo per Alleanza Nazionale alle elezioni europee del 1994, non iscrivendosi a nessun gruppo parlamentare europeo, come gli altri deputati del suo partito. Viene ricandidato alle europee del 1999 con Alleanza Nazionale - Patto Segni, senza essere eletto.
Dopo un breve incarico come dirigente medico presso l'ospedale di Treviglio, dal 2000 Amadeo è direttore generale dell'Azienda Ospedaliera “Bolognini” di Seriate. Il 15 aprile 2009 i consiglieri regionali Marcello Saponaro (Federazione dei Verdi) e Mario Agostinelli (Rifondazione Comunista) hanno presentato un'interrogazione all'assessore regionale Luciano Bresciani in quanto nel 2006 l'Azienda presieduta da Amadeo avrebbe venduto tre appartamenti e due box auto ad un prezzo inferiore a quello di mercato e a quello stimato dall'Agenzia del Territorio. Ad aggiudicarsi l'asta di un appartamento fu la moglie di Amadeo, mentre i restanti immobili furono acquistati dal fratello dell'ingegner Renato Mauri (all'epoca direttore dell'area Risorse Tecniche dell'Azienda Ospedaliera "Bolognini"). I due consiglieri regionali hanno anche presentato per la stessa vicenda un esposto alla procura di Bergamo. L'indagine è stata archiviata su richiesta del PM.
Nel 2011 l'Azienda guidata da Amadeo viene premiata come "Migliore Amministrazione" nell'ambito del "Premio Qualità", promosso dal Dipartimento della Funzione Pubblica della Presidenza del Consiglio dei ministri.
Nel maggio 2013 è stato indagato per peculato dalla procura di Bergamo a causa di un presunto uso scorretto dell'auto dell'azienda.